# Heinrich Wagner (Politiker)
Heinrich Wagner (* 1. Februar 1886 in Łódź, Russisches Kaiserreich; † 26. Januar 1945 in Bergen-Belsen) war ein deutscher Politiker der KPD. Er kam  als gewählter Abgeordneter in den Oldenburger Landtag. Am 26. Januar 1945 wurde er im Konzentrationslager Bergen-Belsen ermordet.

## Werdegang
Heinrich Wagner war ein Sohn des aus dem preußischen Tilsit stammenden Maurers August Wagner und der Bertha Bormann. Wagner wurde im polnischen Łodz geboren, das zum Russischen Reich gehörte. Wagner machte eine Lehre als Schmied. Gerade fertig mit der Lehre, wurde er von 1906 bis 1909 zum Militärdienst beim Jägerregiment im westpreußischen Graudenz eingezogen. Er ging danach nach Tilsit, wo er als Schmied Arbeit fand. Dort lernte er auch seine Frau Anna Danull aus Uszlöknen im Kreis Heydekrug kennen, mit der er dann später in die norddeutsche Industriestadt Delmenhorst zog, wo die beiden 1912 heirateten.

### Umsiedlung nach Norddeutschland
Anna Danull war das uneheliche Kind einer Dienstmagd, die aufgrund der Schwangerschaft ihre Einstellung verlor. Das Verhältnis der Mutter zu ihrer ungeliebten Tochter Anna wurde später als problematisch geschildert. In Delmenhorst bekamen Heinrich und Anna Wagner am 21. Februar 1914 die Tochter Erna und im Jahr 1916 die Tochter Hilda.
Seit 1913 war Wagner schwer lungenkrank. Daher wurde er nicht zum Militärdienst im Ersten Weltkrieg herangezogen, sondern arbeitete ab 1914 als Schmied bei den Atlaswerken in Bremen. Im Jahr 1919 zog die Familie wieder zurück nach Tilsit, wo Heinrich Wagner ein Haus kaufte, um als selbstständiger Schmied den Lebensunterhalt zu verdienen. Infolge der Inflation sowie der Besetzung des Memelgebiets musste er alles aufgeben und kehrte 1922 zusammen mit seiner Familie nach Delmenhorst zurück, wo er in verschiedenen größeren Betrieben arbeitete.

### Politische Betätigung
Ab 1918 war er Mitglied der USPD und trat 1924 der KPD bei. Ebenso war er Mitglied der Revolutionären Gewerkschaftsopposition (RGO) und des Roten Frontkämpfer Bundes (RFB). 1929/30 wurde er Leiter der Delmenhorster Ortsgruppe der KPD. Er galt als einer der aktivsten KPD-Funktionäre im Land Oldenburg und wurde 1931 in den Delmenhorster Stadtrat und im Mai 1931 als Abgeordneter in den Oldenburger Landtag gewählt. Die Landtagswahl 1931 ermöglichte zwar den Kommunisten, ihre Mandate von 1 auf 3 Abgeordnete auszubauen, allerdings waren die wahren Wahlsieger die Nationalsozialisten. Sie erhöhten die Anzahl ihrer Sitze um 16 Mandate auf 19 Sitze.
Damit war früh erkennbar, dass es zu Auseinandersetzungen mit der KPD kommen würde, verbalen im Landtag und handgreifliche außerhalb. Immer wieder berichtete das Oldenburger Kreisblatt über Handgreiflichkeiten der Kommunisten gegenüber den Nazis. Sehr zum Leidwesen der KPD Abgeordneten, denn so verloren sie immer mehr Rückhalt und Sympathien im Landtag und bei der Wählerschaft. Enttäuscht von den gewalttätigen Aktionen seiner Partei gegen die Nationalsozialisten sowie deren wachsende Übermacht in der Politik wie auch im alltäglichen Leben legte Heinrich Wagner 1932 sein Mandat als Abgeordneter des Oldenburger Landtags nieder und wurde daraufhin von der KPD ausgeschlossen.

### Verfolgung, Inhaftierung, Tod
Nach der Machtübernahme 1933 durch die Nationalsozialisten begann eine intensive Hetzjagd auf die Kommunisten. Hitler hatte den Befehl ausgegeben, den Marxismus „mit Stumpf und Stiel“ auszurotten. Durch den Brand des Reichstags im Februar 1933, für den die Kommunisten fälschlicherweise verantwortlich gemacht wurden, wurde die Verfolgung auch auf die dem Kommunismus nahestehenden Gruppen, z. B. rote Frontkämpfer ausgeweitet. Mit einem 1933 verabschiedeten Gesetz, das es dem Staat erlaubte, das Eigentum, Vermögen etc. der Kommunisten entschädigungslos einzuziehen, verlor sich mehr und mehr der politische Widerstand der KPD. Wer konnte, floh ins Ausland, z. B. nach Spanien, oder wurde deportiert. Die ersten KZs wurden bereits im Sommer 1933 u. a. mit Kommunisten gefüllt. Aktive Kommunisten wurde in Schutzhaft genommen. Diese Maßnahme konnte ohne richterliche Anordnung durch die Polizei (Gestapo), SA oder SS angeordnet werden. Festgehalten wurden die Gefangenen in von Nationalsozialisten verwalteten Haftanlagen, die als KZs bezeichnet wurden.
Heinrich Wagner wurde im März 1933 in »Schutzhaft« und am 1. Mai 1933 wegen des »Verdachts der illegalen Betätigung für die KPD« erneut für mehrere Wochen inhaftiert. Ab 1935 arbeitete er beim Straßenbauamt Delmenhorst, danach bei der AG-Weser. In dieser Zeit stand er bereits unter Gestapoaufsicht. Er kam dann 10 Monate in Untersuchungshaft in Vechta, Delmenhorst und Berlin und wurde danach, im Mai 1938, von dem Volksgerichtshof zu 3 Jahren Zuchthaus wegen Hochverrat (illegaler Tätigkeit in der KPD) verurteilt. Laut Urteilsbegründung wurde ihm zur Last gelegt, dass er, parteilos wie er zu dem Zeitpunkt war, für die Familien von inhaftierten KPD-Mitgliedern Geld gesammelt hatte. Diesen Familien wurde alles weggenommen und Einkommen oder sonstige finanzielle Unterstützung hatten sie auch nicht.
Er verbüßte die Strafe bis Juli 1940 im Zuchthaus Bremen-Oslebshausen. Anschließend kam er in das KZ Sachsenhausen und von dort in das KZ Bergen-Belsen. Am 26. Januar 1945 wurde Heinrich Wagner mit Giftgas umgebracht.

### Ehrung
In Gedenken an „die Opfer des Nationalsozialismus unter den Parlamentariern“ befindet sich im Leineschloss in Hannover eine Gedenktafel. Wegen der alphabetischen Anordnung der Opfer ist Heinrich Wagner an vorletzter Stelle verewigt.

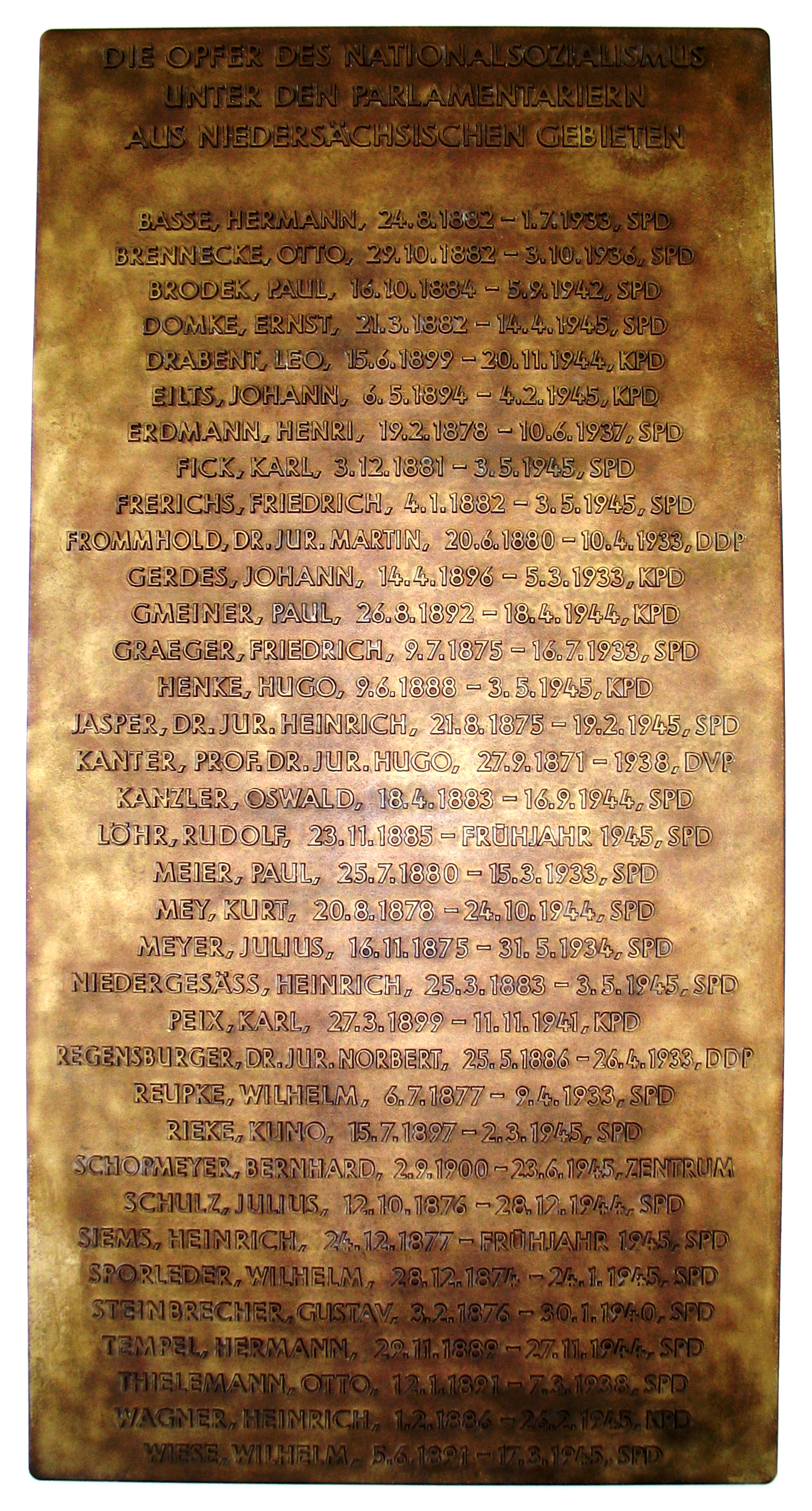
Gedenktafel